# Comida instantánea
La comida instantánea es un tipo de preparación culinaria envasada al vacío, generalmente deshidratada, que viene lista para ser ingerida al mezclarse con algún otro producto, normalmente líquido, como agua.
Generalmente estás comidas vienen cargadas de sodio y pueden ser dañinas para la salud y no abastecen lo que son las necesidades alimenticias del cuerpo humano.

## Historia
Fue desarrollada por la Agencia Espacial Soviética, para ser utilizada en el primer vuelo espacial humano de la llamada era de la nutrición espacial y corresponde con el lanzamiento del Vostok 1 el 12 de abril de 1961. El cosmonauta soviético Yuri Gagarin hizo una órbita alrededor de la Tierra, pero fue su compatriota Gherman Titov el primero en ingerir alimentos en el espacio (agosto de 1961). Por otra parte John Glenn un año después en el tercer lanzamiento del proyecto Mercury cuando se convirtió en el primer americano que experimentó la sensación de ingravidez al ingerir alimentos: una salsa de manzana (compota). Los fisiólogos tenían ciertas dudas acerca de la posibilidad de tragar en un ambiente sin gravedad. Los sistemas de a bordo irían mejorando y la nutrición se tendría más en cuenta a medida que los vuelos se hacían cada vez más largos en el tiempo.